# Smålands runinskrifter 61
Runinskrift Sm 61 är en vikingatida runsten av gnejs i Runstensholm, i Tånnö socken, Värnamo kommun, i Småland.

## Inskriften
Translitterering av runraden:
kuþuar : let : resa : stein : þana : eftʀ · auþa : sun : sin auk · karl · eftiʀ : s(t)in : sun : sin : kuþ hialbi : sau ·
Normalisering till runsvenska:
Guðvarðr/Guðvarr/Guðvar let ræisa stæin þenna æftiʀ Auða, sun sinn, ok Karl æftiʀ Stæin, sun sinn. Guð hialpi salu.
Översättning till nusvenska:
Gudvard/Gudvar/Gudvor lät resa denna sten efter Öde, sin son, och Karl efter Sten, sin son. Gud hjälpe själen.